# CB Benalmádena
CB Benalmádena (vollständig Club Bádminton Benalmádena) ist ein spanischer Badmintonverein aus Benalmádena.

## Geschichte
Der reine Badmintonklub wurde 1985 gegründet. In kürzester Zeit avancierte er zu einem der besten Klubs Spaniens. 1989 und 1991 siegte man bei den spanischen Badmintonmannschaftsmeisterschaften. In diesen beiden Spielzeiten startete der Verein auch im Europapokal.